# Siegfried Bracke
Siegfried Theofiel Hortense Bracke (Gand, 21 febbraio 1953) è un giornalista e politico belga, esponente di Nuova Alleanza Fiamminga.
È stato presidente della Camera dei rappresentanti dal 2014 al 2019, dopo la costituzione di un nuovo governo federale. Ha una reputazione da molto critico e ama fare "domande imbarazzanti". Appare dal 25 novembre 1991 ancora con la cravatta a farfalla. Nel febbraio 2017, è stato coinvolto in un problema etico di posti di lavoro e ha rinunciato a un mandato con Telenet. Nel 2019 annuncia il suo ritiro dalla politica.

## Biografia

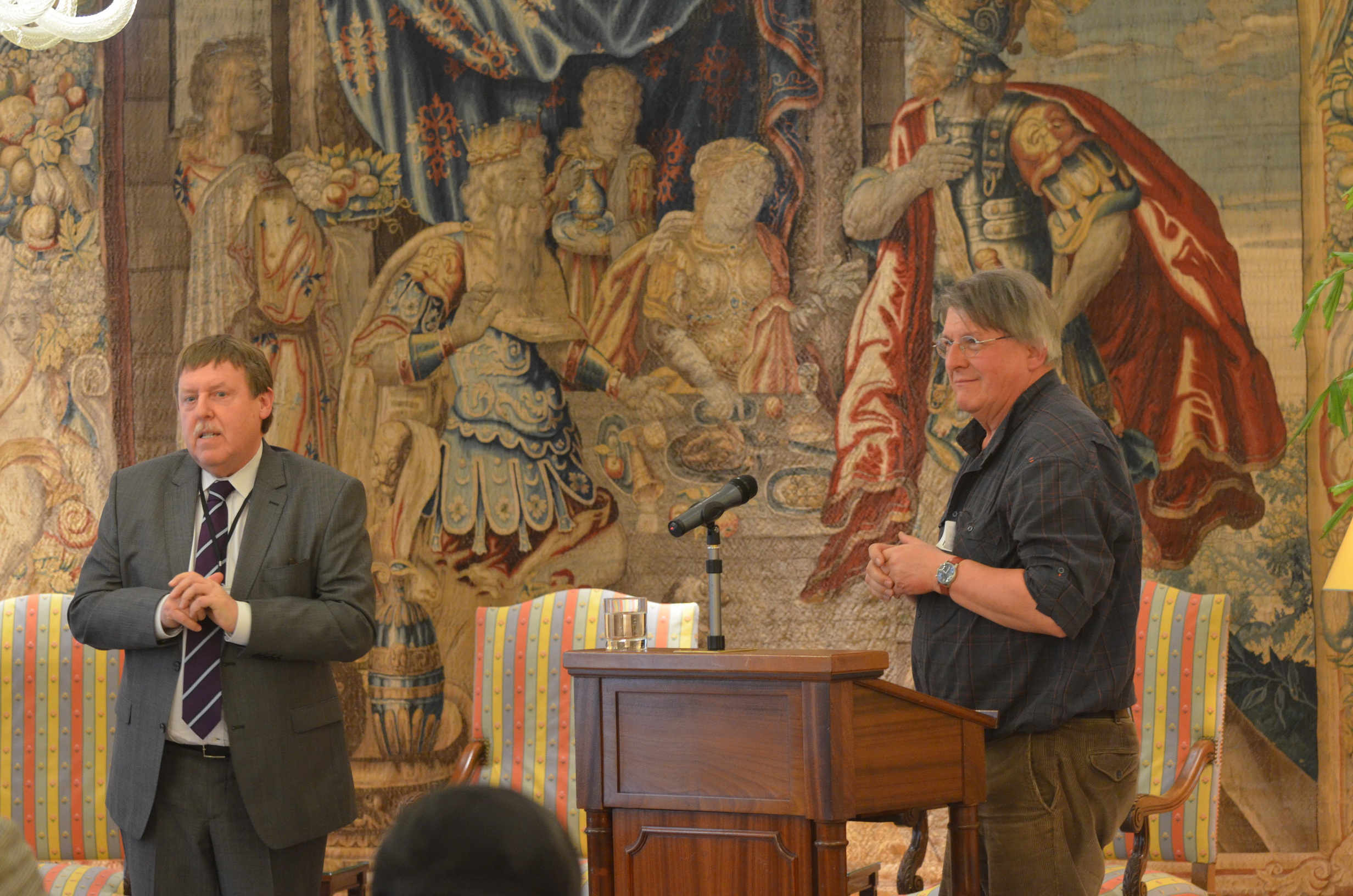
Siegfried Bracke all'evento della fondazione Wikimedia Belgio nel 2014

Ha studiato filologia germanica all'Università di Gand (1976). Nel 1981, ha iniziato l'attività di produttore radiofonico con BRT. Nel 1983, divenne giornalista per le notizie radiofoniche. Nel 1990, è apparso in televisione ed è diventato uno dei giornalisti più famosi e potenti di VRT.
Dal gennaio 2010, presenta il programma politico Bracke op vrijdag. Presenta principalmente programmi politici di VRT, come Terzake su Canvas, De zevende dag e Bracke in Crabbé. In una conferenza stampa il 4 maggio, annuncia il suo passaggio alla politica reale come capo della lista per la N-VA nelle Fiandre orientali durante le prime elezioni legislative del 2010. Viene eletto con 101.940 voti di preferenza. Nell'ottobre 2014 fu nominato alla presidenza della Camera dei rappresentanti del Belgio, con il sostegno dei partiti membri del nuovo governo federale guidato da Charles Michel. Fu la prima volta che un nazionalista fiammingo venne nominato a presiedere i dibattiti della camera bassa del parlamento belga. Siegfried Bracke insegna regolarmente giornalismo alle università fiamminghe.

## Vita privata
Ha sposato Marina Nuyts nel settembre 2005. Da metà 2007 a metà 2009, è stato redattore capo delle riviste di notizie di VRT. È un  orangista, che difende la riunificazione del Belgio e dei Paesi Bassi sotto il regno della Casa di Orange; sostiene un divorzio confederato belga invertito. È un massone.

## Massoneria
Bracke è membro della loggia di Gand Bevrijding, che fa parte del Grande Oriente del Belgio.